# Haemonides
Haemonides is een geslacht van vlinders van de familie Castniidae, uit de onderfamilie Castniinae.

## Soorten
- H. candida (Houlbert, 1917)
- H. cronida (Herrich-Schäffer, 1854)
- H. cronis (Cramer, 1775)